# Caterham CT01
Der Caterham CT01 ist der dritte Formel-1-Rennwagen von Caterham (ehemals Lotus) und der erste mit dem Chassisnamen Caterham. Er nahm an allen Rennen der Formel-1-Saison 2012 teil und wurde von einem Renault-Motor angetrieben. Das Fahrzeug wurde am 26. Januar 2012 als erstes der Formel-1-Saison im britischen Magazin F1 Racing vorgestellt.

## Technik und Entwicklung
Der Caterham CT01 ist das Nachfolgemodell des Lotus T128. Auffallend ist die Front mit zwei Höckern in Höhe der Vorderradaufhängung, die sich horizontal zum Cockpit ziehen und eine Art V-Form bilden. Zudem verfügt der Caterham CT01 über schmale Seitenkästen und ein „Loch im Heck“. Der Caterham CT01 wurde unter der Leitung von Mike Gascoyne und Mark Smith entwickelt.
Red Bull Racing liefert das Getriebe, das Hydrauliksystem und das KERS, das erstmals in einem Lotus/Caterham zum Einsatz kommen wird. Der 2.4-V8-Motor stammt von Renault. Die Reifen werden von Pirelli bereitgestellt.

## Lackierung und Sponsoring
Der Caterham CT01 ist im „British Racing Green“ lackiert und besitzt zudem gelbe und weiße Farbakzente. Ein Schriftzug auf der Motorabdeckung wirbt für die Fluggesellschaft AirAsia, an der Rennstalleigner Tony Fernandes Anteile besitzt. Neben dem Motorenlieferanten Renault und Reifenausstatter Pirelli sind mit CNN, Dell, EQ8, General Electric, HPE, Naza, Pact und Tune Group weitere Sponsoren und Partner des Teams auf dem Fahrzeug vertreten.

## Fahrer
Der Rennstall stellte bei der Fahrzeugpräsentation wie im Vorjahr das Fahrerduo Heikki Kovalainen und Jarno Trulli vor. Nach den ersten Testfahrten im Februar wurde Trulli allerdings durch Witali Petrow ersetzt.

## Ergebnisse
| Fahrer               | Nr.                  | 1   | 2  | 3  | 4  | 5  | 6   | 7  | 8  | 9   | 10 | 11 | 12 | 13 | 14 | 15 | 16 | 17 | 18 | 19 | 20 | Punkte | Rang |
| -------------------- | -------------------- | --- | -- | -- | -- | -- | --- | -- | -- | --- | -- | -- | -- | -- | -- | -- | -- | -- | -- | -- | -- | ------ | ---- |
| Formel-1-Saison 2012 | Formel-1-Saison 2012 |     |    |    |    |    |     |    |    |     |    |    |    |    |    |    |    |    |    |    |    | —      | 10.  |
| H. Kovalainen        | 20                   | DNF | 18 | 23 | 17 | 16 | 13  | 18 | 14 | 17  | 19 | 17 | 17 | 14 | 15 | 15 | 17 | 18 | 13 | 18 | 14 | —      | 10.  |
| W. Petrow            | 21                   | DNF | 16 | 18 | 16 | 17 | DNF | 19 | 13 | DNS | 16 | 19 | 14 | 15 | 19 | 17 | 16 | 17 | 16 | 17 | 11 | —      | 10.  |

| Legende  | Legende            | Legende                                                          |
| Farbe    | Abkürzung          | Bedeutung                                                        |
| -------- | ------------------ | ---------------------------------------------------------------- |
| Gold     | –                  | Sieg                                                             |
| Silber   | –                  | 2. Platz                                                         |
| Bronze   | –                  | 3. Platz                                                         |
| Grün     | –                  | Platzierung in den Punkten                                       |
| Blau     | –                  | Klassifiziert außerhalb der Punkteränge                          |
| Violett  | DNF                | Rennen nicht beendet (did not finish)                            |
| Violett  | NC                 | nicht klassifiziert (not classified)                             |
| Rot      | DNQ                | nicht qualifiziert (did not qualify)                             |
| Rot      | DNPQ               | in Vorqualifikation gescheitert (did not pre-qualify)            |
| Schwarz  | DSQ                | disqualifiziert (disqualified)                                   |
| Weiß     | DNS                | nicht am Start (did not start)                                   |
| Weiß     | WD                 | zurückgezogen (withdrawn)                                        |
| Hellblau | PO                 | nur am Training teilgenommen (practiced only)                    |
| Hellblau | TD                 | Freitags-Testfahrer (test driver)                                |
| ohne     | DNP                | nicht am Training teilgenommen (did not practice)                |
| ohne     | INJ                | verletzt oder krank (injured)                                    |
| ohne     | EX                 | ausgeschlossen (excluded)                                        |
| ohne     | DNA                | nicht erschienen (did not arrive)                                |
| ohne     | C                  | Rennen abgesagt (cancelled)                                      |
| ohne     | keine WM-Teilnahme |                                                                  |
| sonstige | P/fett             | Pole-Position                                                    |
| sonstige | 1/2/3/4/5/6/7/8    | Punktplatzierung im Sprint-/Qualifikationsrennen                 |
| sonstige | SR/kursiv          | Schnellste Rennrunde                                             |
| sonstige | *                  | nicht im Ziel, aufgrund der zurückgelegten Distanz aber gewertet |
| sonstige | ()                 | Streichresultate                                                 |
| sonstige | unterstrichen      | Führender in der Gesamtwertung                                   |